# Thranius infernalis
Thranius infernalis là một loài bọ cánh cứng trong họ Cerambycidae.